# MC68010

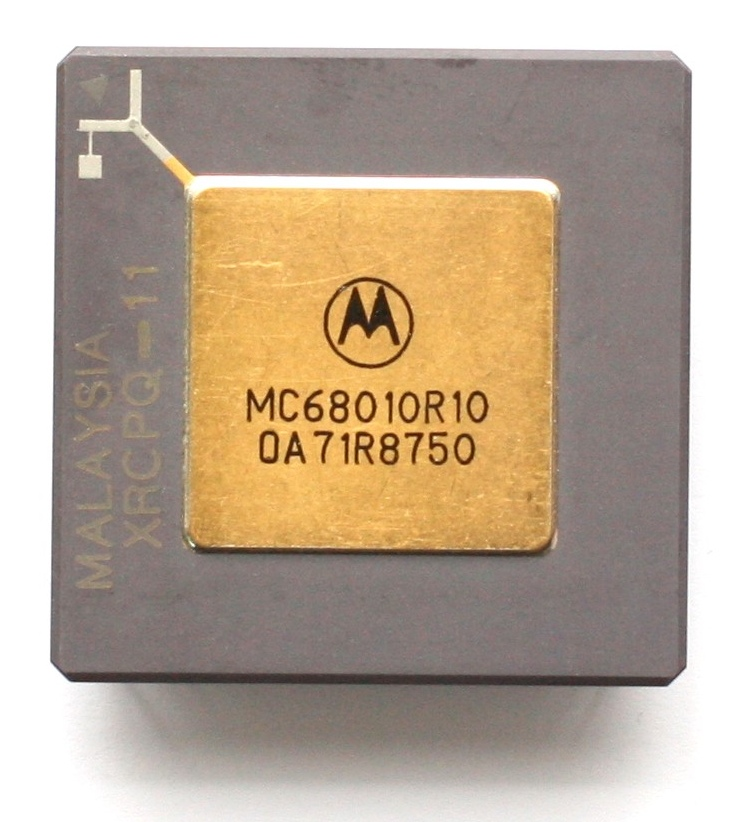
MC 68010 w obudowie PGA

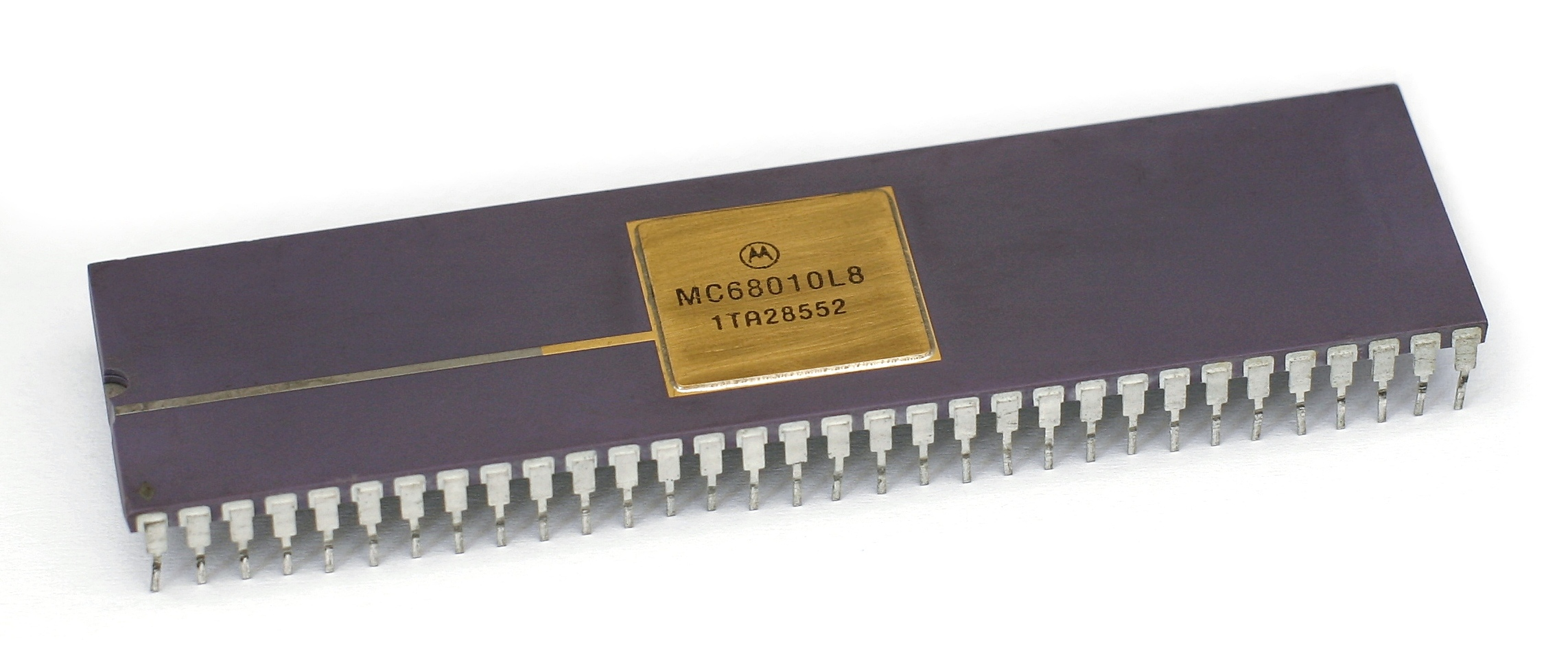
MC 68010 w obudowie DIP

MC68010 – mikroprocesor firmy Motorola należący do rodziny M68000 (68k). Obecnie już nie produkowany. Najważniejszą zmianą w stosunku do MC68000 jest możliwość obsługi pamięci wirtualnej poprzez poprawną obsługę błędów stronicowania (gdy strona nie jest obecna w pamięci, procesor jest w stanie przekazać kontrolę systemowi operacyjnemu w celu załadowania danych, a następnie kontynuować wykonywanie programu). Aby w pełni wspierać wirtualizację zmieniono tryb wykonywania instrukcji MOVE from SR na uprzywilejowany. Dodano także 3 rejestry – Vector Base Registry (VBR), Source Function Code (SFC) oraz Destination Function Code (DFC). Czas wykonywania niektórych instrukcji (zwłaszcza mnożenia i dzielenia) został skrócony, a dodany wewnętrzny bufor pozwala na wykonywanie 2-rozkazowych pętli bez konieczności odczytu pamięci – panuje opinia, że daje to ok. 10% szybszą pracę.
Rozkład wyprowadzeń jest zgodny z MC68000, natomiast zgodność na poziomie kodu nie jest pełna, co jednak można rozwiązać na poziomie programowym - umożliwia to zamianę procesora np. w komputerach Amiga czy Atari ST.